# Christopher Hallmann
Christopher Hallmann (* 6. Juni 1983 in Essen) ist ein ehemaliger deutscher Zehnkämpfer.

## Leben
Von 1994 bis 1998 trainierte Hallmann in der Jugend von Grün-Weiß Schönebeck in Essen. 1999 schloss er sich dem TV Gladbeck 1912 an. Erstmals nahm er in diesem Jahr an den Jugend-Westfalenmeisterschaften teil, bei denen er 5675 Punkte erzielte. Im Jahr darauf wurde er mit 7158 Punkten deutscher B-Jugend-Meister. Im Jahr 2001 erlitt seine Karriere einen Rückschlag, da er nach einer Bandscheibenoperation keine Wettkämpfe austragen konnte. Er kam jedoch zurück und verbesserte als deutscher A-Jugend-Meister 2002 seine Bestleistung auf 7632 Punkte. Bei den U20-Weltmeisterschaften 2002 erreichte er den siebten, bei den U23-Europameisterschaften 2003 den fünften Platz.
Hallmanns bis dahin erfolgreichstes Jahr war 2004. Beim Europacup im Juli in Tallinn belegte er mit der Mannschaft den zweiten Platz; in der Einzelwertung wurde er mit 7747 Punkten Siebter. Wenige Wochen später wurde er mit seiner persönlichen Bestleistung von 8045 Punkten am 5. September 2004 in Vaterstetten Deutscher Meister. Daneben konnte er bei den Juniorenmeisterschaften eine Silbermedaille in der 4-mal-100-Meter-Staffel erlaufen.
2005 konnte er sich bei den U23-Europameisterschaften erneut unter den ersten Zehn platzieren, ehe ihn eine weitere Verletzung zurückwarf, aufgrund derer er 2006 keine Wettkämpfe austragen konnte. Ende 2006 wechselte er zum Kieler TB, wo er vom schleswig-holsteinischen Landestrainer Hinrich Brockmann trainiert wurde. 2007 wurde er Dritter der Deutschen Meisterschaften; am Jahresende stand er auf Platz 14 der deutschen Bestenliste.
Seit 2010 startete er für den Ahrensburger TSV und feierte mit der Deutschen Hallenmeisterschaft im Siebenkampf seinen größten Erfolg. 2012 beendete er seine Leistungssportkarriere.
Hallmann studierte Sportwissenschaft und wurde 2013 Mehrkampftrainer in Ulm.